# Шавац
Шавац је насеље у Србији у општини Параћин у Поморавском округу. Према попису из 2022. било је 403 становника.
Овде се налазе Запис Марковића храст (Шавац), Запис Петровића орах (Шавац), Запис Миловановића орах (Шавац) и Запис Лазаревића орах (Шавац).

## Демографија
У насељу Шавац живи 444 пунолетна становника, а просечна старост становништва износи 43,3 година (43,4 код мушкараца и 43,3 код жена). У насељу има 150 домаћинстава, а просечан број чланова по домаћинству је 3,55.
Ово насеље је великим делом насељено Србима (према попису из 2002. године), а у последња три пописа, примећен је пад у броју становника.
|  |

| Демографија | Демографија | Демографија |
| Година      | Становника  | Становника  |
| ----------- | ----------- | ----------- |
| 1948.       | 971         |             |
| 1953.       | 1.029       |             |
| 1961.       | 927         |             |
| 1971.       | 831         |             |
| 1981.       | 799         |             |
| 1991.       | 769         | 694         |
| 2002.       | 533         | 661         |

| Етнички састав према попису из 2002.‍ | Етнички састав према попису из 2002.‍ | Етнички састав према попису из 2002.‍ | Етнички састав према попису из 2002.‍ | Етнички састав према попису из 2002.‍ |
| ------------------------------------ | ------------------------------------ | ------------------------------------ | ------------------------------------ | ------------------------------------ |
|                                      |                                      |                                      |                                      |                                      |
| Срби                                 | Срби                                 |                                      | 518                                  | 97,18%                               |
| Југословени                          | Југословени                          |                                      | 2                                    | 0,37%                                |
| Македонци                            | Македонци                            |                                      | 1                                    | 0,18%                                |
| непознато                            | непознато                            |                                      | 4                                    | 0,75%                                |

| Година пописа     | 1948. | 1953. | 1961. | 1971. | 1981. | 1991. | 2002. |
| ----------------- | ----- | ----- | ----- | ----- | ----- | ----- | ----- |
| Број домаћинстава | 155   | 174   | 187   | 189   | 192   | 188   | 150   |

| Број чланова      | 1  | 2  | 3  | 4  | 5  | 6  | 7 | 8 | 9 | 10 и више | Просек |
| ----------------- | -- | -- | -- | -- | -- | -- | - | - | - | --------- | ------ |
| Број домаћинстава | 19 | 33 | 30 | 22 | 18 | 20 | 6 | 1 | 0 | 1         | 3,55   |

| Пол    | Укупно | Неожењен/Неудата | Ожењен/Удата | Удовац/Удовица | Разведен/Разведена | Непознато |
| ------ | ------ | ---------------- | ------------ | -------------- | ------------------ | --------- |
| Мушки  | 237    | 61               | 150          | 21             | 5                  | 0         |
| Женски | 239    | 47               | 150          | 36             | 5                  | 1         |
| УКУПНО | 476    | 108              | 300          | 57             | 10                 | 1         |

| Пол    | Укупно                    | Пољопривреда, лов и шумарство | Рибарство                            | Вађење руде и камена | Прерађивачка индустрија       |
| ------ | ------------------------- | ----------------------------- | ------------------------------------ | -------------------- | ----------------------------- |
| Мушки  | 126                       | 41                            | 0                                    | 0                    | 39                            |
| Женски | 53                        | 18                            | 0                                    | 0                    | 13                            |
| УКУПНО | 179                       | 59                            | 0                                    | 0                    | 52                            |
| Пол    | Производња и снабдевање   | Грађевинарство                | Трговина                             | Хотели и ресторани   | Саобраћај, складиштење и везе |
| Мушки  | 3                         | 14                            | 14                                   | 1                    | 8                             |
| Женски | 1                         | 0                             | 10                                   | 0                    | 0                             |
| УКУПНО | 4                         | 14                            | 24                                   | 1                    | 8                             |
| Пол    | Финансијско посредовање   | Некретнине                    | Државна управа и одбрана             | Образовање           | Здравствени и социјални рад   |
| Мушки  | 0                         | 1                             | 1                                    | 3                    | 0                             |
| Женски | 0                         | 1                             | 0                                    | 6                    | 2                             |
| УКУПНО | 0                         | 2                             | 1                                    | 9                    | 2                             |
| Пол    | Остале услужне активности | Приватна домаћинства          | Екстериторијалне организације и тела | Непознато            | Непознато                     |
| Мушки  | 1                         | 0                             | 0                                    | 0                    | 0                             |
| Женски | 1                         | 0                             | 0                                    | 1                    | 1                             |
| УКУПНО | 2                         | 0                             | 0                                    | 1                    | 1                             |